# Quercus devia
Quercus devia — вид рослин з родини букових (Fagaceae); ендемік штату Баха-Каліфорнія-Сюр — Мексика.

## Опис
Дерево має середню висоту 10 метрів і середній діаметр 40 сантиметрів. Листки безволосі, або спочатку слабоволосисті, витягнуті, з помітними жилками.

## Поширення й екологія
Ендемік штату Баха-Каліфорнія-Сюр — Мексика.
Зростає у вологому, прохолодному кліматі великого гірського масиву; пов'язаний з Quercus emoryi та Q. peninsularis; росте на висотах 600–1800 м.

## Загрози
Частини екологічного регіону сухих лісів Сьєрра-де-Лагуна все ще залишаються цілими, однак доступні території перетворюються на місця для випасу худоби. Q devia має низький рівень поповнення популяції.